# ساختمان ناظم ذاکری
ساختمان آقای ناظم ذاکری مربوط به دوره پهلوی است و در تبریز، خیابان تربیت، پ ۱۱۵ واقع شده و این اثر در تاریخ ۲۳ بهمن ۱۳۸۵ با شمارهٔ ثبت ۱۷۳۴۴ به‌عنوان یکی از آثار ملی ایران به ثبت رسیده است.